# باند سان جیم (نخبگان عضلانی)
باند سان جیم در اواسط دهه ۹۰ میلادی در میامی، فلوریدا فعالیت داشتند و مسئولیت قتل فرانک گریگا و کریستینا فورتون، و همچنین آدم‌ربایی و اخاذی از مارک شیلر بر عهده آن‌هاست. این باند عمدتاً از بدنسازان تشکیل شده بود که در باشگاه ورزشی سان جیم در میامی لیکس، فلوریدا تردد داشتند و از مهمترین اعضا می‌توان به دانیل لوگو و آدریان دوربال اشاره کرد. پیت کالینز در سال ۱۹۹۹ و ۲۰۰۰ یک مجموعه گزارش سه بخشی را در میامی نیوتایمز منتشر کرد و داستانهای این باند را با عنوان «رنج و گنج» به ثبت رساند که بعدها فیلم Pain & Gain 2013 به کارگردانی مایکل بی با اقتباس از آن ساخته شد.

## تاریخچه
در سال ۱۹۹۴، دانیل لوگو مدیر باشگاه سان جیم بود، پاتوقی برای بدنسازان در میامی لیکس، فلوریدا. لوگو قبلاً در سال ۱۹۹۱ دستگیر شده بود و به جرم کلاهبرداری متهم شناخته شده و آزادی مشروط داشت. آدریان دوربال به صورت پاره وقت همراه با لوگو در باشگاه کار می‌کرد. در سال ۱۹۹۴، کارل ویکس از نیویورک به میامی نقل مکان کرد تا با پسرعموی دوست دخترش، استینسون پی‌یر زندگی کند. پی‌یر در ماه فوریه ۱۹۹۴ توسط لوگو استخدام شده بود تا سازمانی برای جمع‌آوری پول کسانی که هزینه عضویتشان در باشگاه به تعویق افتاده بود، ایجاد کند. وقتی که این برنامه موفق عمل نکرد، وی همچنان در باشگاه باقی ماند، ابتدا به عنوان مدیر دفتر در اتاق وزنه و سرانجام به عنوان منشی. جورج دلگادو با دانیل لوگو در سان جیم کار می‌کرد. همین رابطه دلگادو با لوگو بود که به یافتن نخستین قربانی باند سان جیم، یعنی مارک شیلر منتهی شد.

## جنایات

### آدم‌ربایی و اخاذی از مارک شیلر
در سال ۱۹۹۴، دانیل لوگو طی جلسه‌ای از آدرین دوربال و استیونسون پی‌یر پرسید که آیا علاقه‌مند هستند با دو روز کار، ۱۰۰ هزار دلار به دست آوردند یا خیر. به گفته لوگو، مارک شیلر تاجر، ۱۰۰ هزار دلار از او و ۲۰۰ هزار دلار از یکی دیگر از اعضای باشگاه به نام جورج دلگادو، سرقت کرده بود. چند روز بعد طی یک جلسه دیگر، دلگادو با ربودن شیلر، وادار کردن وی به امضای اسناد برای واگذاری دارایی‌های خود، و احتمالاً کشتن وی پس از پایان کار، موافقت کرد. دلگادو می‌توانست اطلاعات خاصی دربارهٔ شیلر، از جمله کد ورودی درب خانه‌اش را در اختیار اعضا قرار دهد.
باند، برنامه‌های مختلفی داشت و تلاش می‌کرد تا شیلر را برباید. در هالووین، آن‌ها برنامه‌ریزی کردند که لباس نینجا بپوشند و درب خانه شیلر را بزنند؛ این برنامه انجام نشد.
در یک صبح زود در ماه نوامبر، دوربال، پی‌یر و ویکس، لباس‌های سیاه پوشیدند و دستکش به دست کردند و با آرایش سیاه نظامی، در چمن‌ها سینه خیز حرکت کردند تا زمانی که شیلر می‌خواست روزنامه‌ها را بردارد به او حمله کنند. با این حال، با عبور یک ماشین وحشت زده شدند و مأموریت را لغو کردند.
در مجموع، ۷ بار تلاش نافرجام برای آدم‌ربایی انجام گرفت. آخرین شکست باند در روز پنجشنبه، ۱۴ نوامبر ۱۹۹۴ رخ داد. پس از این آخرین تلاش شکست خورده، دوربال و ویکس، پی‌یر را از تیم کنار گذاشتند و ماریو سانچز ملقب به «ماریو بزرگه» را استخدام کردند که یکی از مربیان سابق وزنه‌برداری در سان جیم بود و مجوز کارآگاه خصوصی در فلوریدا داشت.
همان روز بعد از ظهر، شیلر منتظر یک مشتری برای رستوران زنجیره‌ای خود بود.
ساعت ۴ عصر بود و مشتری هنوز سر و کله‌اش پیدا نشده بود که شیلر قرار را ترک کرد و در حالی که داشت از پارکینگ عبور می‌کرد، توسط سه مرد گرفته شد که وی را زیر مشت و لگد گرفتند و سپس به زور سوار یک ون کردند. سپس باند سان جیم، شیلر را به انباری که دلگادو معرفی کرده بود، بردند. همان روز عصر، خودروی شیلر را از پارکینگ برداشته و به انبار بردند. همان شب اول، اعضای باند، شیلر را وادار کردند که به هسرش زنگ بزند و به او بگوید که با فرزندانش به کلمبیا بروند تا باند بتوانند به خانه قربانی دسترسی داشته باشند. طی چند هفته بعد، باند سان جیم، شیلر را مجبور کردند که داستان‌هایی تعریف کند و زیر فشار، اسناد واگذاری تمامی دارایی‌های خود را امضا کند.
این آدم‌ربایی که ابتدا قرار بود دو روز طول بکشد، چندین هفته طول کشید و طی این مدت آن‌ها دارایی‌های شیلر را از سوئیس و جزایر کیمن به آمریکا منتقل کردند. آخرین نقل و انتقال پول در تاریخ ۱۰ دسامبر انجام شد. در نهایت، باند تصمیم گرفتند که شیلر را بکشند تا بتوانند به بیمه عمر ۲ میلیون دلاری مت‌لایف او دست پیدا کنند. آن‌ها وارث جدید شیلر برای دریافت بیمه عمر را لیلیان تورس، همسر سابق دانیل لوگو، اعلام کردند.
باند تصمیم گرفتند که طی چند روز، شیلر را کاملاً مست کنند و سپس او را پشت فرمان ماشین خود بگذارند و در یک صحنه تصادف مرگبار قرار دهند. در ساعت ۲:۳۰ بامداد ۱۵ دسامبر، بعد از سه روز الکل خوردن اجباری، شیلر در صندلی مسافر ماشین خود قرار گرفت، در حالی که لوگو رانندگی می‌کرد و ویکس و دوربال با کمری آن‌ها را دنبال می‌کردند. صحنه تصادف انتخاب شد. سپس شیلر در صندلی راننده قرار گرفت و لوگو به صندلی مسافر رفت و پای خود را روی پدال گاز فشار داد و به سمت یک دیوار بتنی راند و درست قبل از تصادف از ماشین بیرون پرید. وقتی لوگو صحنه تصادف را بررسی کرد، متوجه شد که شیلر زنده است اما بیهوش. لوگو روی او بنزین پاشید و خودرو را آتش زد، با این حال شیلر در را باز کرد و خودش را از خودرو بیرون کشید. باند با ماشین‌های خود او را تعقیب کردند و به دیوار کوبیدند. نزدیک بود که برگردند تا دوباره شیلر را زیر بگیرند که خودروی دیگری نزدیک شد و باعث آنها فرار کنند.
شیلر در تاریخ ۱۶ دسامبر سال ۱۹۹۴ در بیمارستان با عنوان ناشناس جان دو، و پرونده احتمالی DUI پذیرش شد. در همین حال، باند سان جیم، بعد از این که متوجه شدند مرگی گزارش نشده، شروع به تماس گرفتن با بیمارستان‌های منطقه کردند. فهمیدند که شیلر در بیمارستان جنوبی میامی بستری شده و شرایطش بحرانی، اما پایدار است. باند با هدف کشتن شیلر به بیمارستان رفتند، اما او قبلاً به بیمارستان جکسون مموریال منتقل شده بود.
اوایل ژانویه سال ۱۹۹۵، لوگو به خانه شیلر نقل مکان کرد که در آن هنگام متعلق به D&J International بود، شرکتی که یک سال قبل توسط لوگو تأسیس شده بود. او به ساکنان محله گفت که نامش «تام» است و سایر اعضای باند هم از اعضای نیروهای امنیتی آمریکا هستند. به گفته آنها، مارک شیلر به مشکلات قانونی خورده بود و همراه با خانواده‌اش از کشور دیپورت شده بود و اکنون خانه مصادره شده و به اموال دولت تبدیل شده بود.

### وینستون لی
در سال ۱۹۹۴، دانیل لوگو بار دیگر برنامه‌ریزی کرد تا وینستون لی، یک مرد جامائیکایی را که در سان جیم رفت‌وآمد داشت، برباید و از او اخاذی کند. با این حال، این برنامه هرگز محقق نشد.

### آدم‌ربایی، تلاش برای اخاذی و قتل فرانک گریگا و کریستینا فورتون
اعضای باند از طریق نوئل دوربال از وجود یک مرد ثروتمند مجارستانی به نام فرانک گریگا مطلع شدند که ثروت خود را از طریق راه اندازی یک بیزینس در حوزه سکس تلفنی به دست آورده بود. دوربال از طریق یکی از دوست دخترهای قبلی خود، به آتیلا ویلند معرفی شد، که گریگا را می‌شناخت. آتبلا؛ دوربال و «پسرعمو» یش دانیل لوگو را در تاریخ ۲۰ مه ۱۹۹۵، به گریگا معرفی کرد. دوربال، لوگو را متقاعد ساخت که برنامه‌ای برای ربایش و اخاذی از این زوج طراحی کند. در این ملاقات، لوگو و دوربال خودشان را به عنوان تاجرانی جدی جا زدند و فرصت‌های سرمایه‌گذاری به گریگا پیشنهاد کردند.
لوگو، دوست دخترش سابینا پترسکو را نیز در این ماجرا دخیل کرد. سابینا باور کرده بود که لوگو یکی از افسران سازمان سیا است و فکر می‌کرد دارد در مأموریت او برای دستگیری یک تاجر مجارستانی که متهم به استفاده از زنان برای سکس و دور زدن قوانین مالیاتی آمریکا بود، کمک می‌کند.
در ۲۵ مه سال ۱۹۹۵، بعد از چندین جلسه، دوربال طی یک درگیری، گریگا را در آپارتمانش کشت. اعضای باند برنامه‌ریزی کرده بودند که گریگا را به انبار بیاورند تا بتوانند همانند شیلر، از او اخاذی کنند؛ با این حال، زمانی که تصادفاً موجب قتل زودهنگام قربانی شدند، از برنامه خود ناامید گشتند. کریستینا فورتون، دوست دختر گریگا نیز هنگام قتل در آپارتمان بود و داشت در اتاق کناری دوربال و گریگا، با لوگو صحبت می‌کرد. بعد از این که کریستینا قتل شریک زندگی‌اش را مشاهده کرد، لوگو به او Rompun (آرامبخش اسب) تزریق کرد. اعضای باند شروع به تلاش برای استخراج اطلاعات از فورتون در خصوص کدهای ورود به خانه گریگا کردند، در حالی که همچنان به وی آرامبخش‌های قوی تزریق می‌کردند. بعد از این، فورتون ارائه اطلاعات به آنها را متوقف ساخت. سومین دُز آرامبخش هم به او تزریق گشت که منجر به مرگش شد.
روز بعد (۲۶ مه ۱۹۹۵)، جسد گریگا در کاناپه دزدی از منزل مارک شیلر مخفی شد و جسد فورتون را هم در یک صندوق لباس پنهان کردند. هر دو جسد پشت یک ون قرار گرفت و دلگادو، لوگو و دوربال به سمت انبار لوگو حرکت کردند. آنجا بود که اعضای باند، اجساد گریگا و فورتون را قطعه قطعه کردند و این دوربال بود که بیشتر کار را انجام داد.

## سقوط
مارک شیلر، پس از مصیبتی که از سر گذرانده بود، یک کارآگاه خصوصی در میامی به نام اِد دو بوآ را استخدام کرده بود تا پرونده آدم‌ربایی و سرقت اموالش را بررسی کند، در حالی که خودش در کلمبیا مانده بود. وقتی که دو بوآ برای اولین بار، شکایت شیلر را برای پلیس میامی مطرح کرد، آنها مشکوک شدند و داستان شیلر را باور نکردند؛ بنابراین، فقط تحقیقاتی جزئی در این پرونده انجام دادند.
صبح بعد از ناپدید شدن گریگا و فورتون، اِستر توث (خدمتکار گریگا) به خانه گریگا آمد. او متوجه شد که سگ خانوده تنها مانده و در حال پارس کردن است و از این موضوع شوکه شد و دچار سوءظن گشت. وی از جودی بلارتوس (یکی از دوستان فورتون) درخواست کمک کرد و با هم به خانه خالی وارد شدند. کمی بعد از آن، بلارتوس با همه دوستان مجارستانی آنها تماس گرفت تا ببیند اطلاعی از محل این زوج دارند یا خیر. پس از مدتی، با اداره پلیس گلدن بیچ تماس گرفته شد. ساعت ۷:۳۰ صبح روز ۳۱ مه ۱۹۹۵، لوید آلوارز (از دوستان گریگا)، لامبورگینی زرد رنگ گریگا را دید که در میان دو ماشین دیگر در جاده حرکت می‌کرد. او سه خودرو را دنبال نمود و در مرسدس، دانیل لوگو را شناسایی کرد. پلیس با بئاتریس ویلند و آتیلا ویلند تماس گرفت و شروع به صحبت با آنها کرد.
۸ روز بعد از ناپدید شدن گریگا و فورتون، کاپیتان ال هارپر با اِد دو بوآ تماس گرفت و شروع به همکاری با تحقیقات پلیس کرد. روز جمعه ۲ ژوئن، مارک شیلر به میامی برگشت؛ دو ماه بعد از زمانی که برای اولین بار داستانش را برای پلیس تعریف کرده بود. صبح روز بعد، پلیس حکم ورود به خانه‌های دانیل لوگو، جورج دلگادو، آدرین دوربان و جان مِسه را صادر کرد. لوگو به باهاما فرار کرده بود، با این حال پنج روز بعد توسط نیروی پلیس در ناساو دستگیر شد و در یک پرواز تجاری به میامی بازگردانده شد.
در روز ۱۰ ژوئن، لوگو قبول کرد که محل اختفای اجساد را افشا کند به شرطی که پلیس به هیئت ژوری بگوید که با پلیس همکاری کرده‌است. او آنها را به محل بشکه‌های مغروق در جنوب غربی میامی برد، با این حال اثری از سر، دست و پای قربانیان که برای شناسایی ضروری است، در بشکه‌ها نبود. بعد از این اتفاق، لوگو همکاری با پلیس را متوقف کرد.
بعدها، جسد فورتون از طریق ایمپلنت سینه وی که با سوابق جراح پلاستیک او مطابقت داشت، شناسایی شد. یک ماه بعد، اطلاعاتی دربارهٔ اجزای گمشده بدن، توسط یک تماس گیرنده ناشناس ارائه شد.
پلیس، کارل ویکس و استیونسون پی‌یر را نیز دستگیر کرد. جان مِسه بعد از بازجویی اول به بازداشتگاه پلیس بازگشت. سابینا پترسو و سیندی الدبریج نیز با اتهاماتی مواجه شدند.

## دادگاه و محکومیت
محاکمه‌های دانیل لوگو، نوئل «آدرین» دوربال و جان مِسه به صورت همزمان با دو هیئت ژوری برگزار شد که اولی به شهادت‌ها علیه لوگو و دومی به شهادت‌ها علیه دوربال و مِسه گوش می‌داد. دادگاه، که در ۲۴ فوریه ۱۹۹۸ آغاز شد، طولانی‌ترین و پر هزینه‌ترین دادگاه جنایی در تاریخ شهرستان Dade بود. این دادگاه بیش از ۱۲۰۰ قطعه شواهد فیزیکی و ۹۸ شاهد را شامل می‌شد.

### دانیل لوگو
در تاریخ ۱۰/۰۲/۱۹۹۶، دانیل لوگو در ۴۶ مورد محکوم شد و برای تمامی اتهامات وارد شده، گناهکار شناخته شد. این اتهامات عبارتند از:
مورد ۱: توطئه برای ارتکاب به اخاذ
مورد ۲: اخاذی
مورد ۳: قتل درجه اول (فورتون)
مورد ۴: قتل درجه اول (گریگا)
مورد ۵: آدم‌ربایی
مورد ۶: آدم‌ربایی
مورد ۸: تلاش برای اخاذی
مورد ۹: سرقت بزرگ اتومبیل
مورد ۱۰: تلاش برای قتل درجه اول
مورد ۱۱: آدم‌ربایی مسلحانه
مورد ۱۲: سرقت مسلحانه
مورد ۱۳: دزدی
مورد ۱۴: سرقت بزرگ (درجه دوم)
مورد ۱۵: سرقت بزرگ اتومبیل
مورد ۱۶: در اختیار داشتن اوراق شناسایی
مورد ۱۷: ایجاد حریق عمدی
مورد ۱۸: اخاذی
مورد ۱۹: پولشویی (موارد ۱۹–۲۷)
مورد ۲۸: جعل سند و امضا (موارد ۲۸، ۳۱، ۳۴، ۲۷، ۴۰، ۴۳)
مورد ۳۰: ابراز یک بیانیه جعلی (موارد ۳۰، ۲۳، ۳۶، ۳۹، ۴۲، ۴۵)

مورد ۴۶: توطئه برای ارتکاب جنایت درجه اول
وی به جرم قتل گریگا و کریستینا فورتون، در صف اعدام است و چندین درخواست نافرجام برای عفو حکم خود داشته‌است.

### نوئل آدریان دوربال
در تاریخ ۱۰/۰۲/۱۹۹۶، دوربال برای اتهامات زیر محکوم شد:
مورد ۱: توطئه برای ارتکاب به اخاذی - ۳۰ سال
مورد ۲: اخاذی - ۳۰ سال
مورد ۳: قتل درجه اول (فورتون) - اعدام
مورد ۴: قتل درجه اول (گریگا) - اعدام
مورد ۵: آدم‌ربایی - حبس ابد
مورد ۶: آدم‌ربایی - حبس ابد
مورد ۸: تلاش برای اخاذی - ۵ سال
مورد ۹: سرقت بزرگ اتومبیل - ۵ سال
مورد ۱۰: تلاش برای قتل درجه اول - حبس ابد
مورد ۱۱: آدم‌ربایی مسلحانه - حبس ابد
مورد ۱۲: سرقت مسلحانه - حبس ابد
مورد ۱۳: دزدی - ۱۵ سال
مورد ۱۴: سرقت بزرگ (درجه دوم) - ۱۵ سال
مورد ۱۷: ایجاد حریق عمدی - ۳۰ سال
مورد ۱۸: اخاذی - ۳۰ سال

مورد ۴۶: توطئه برای ارتکاب جنایت درجه اول - ۱۵ سال
به دلیل تغییرات در قوانین مجازات اعدام، حکم اعدام دوربال در سال ۲۰۱۷ لغو شد. اگر دادستانی میامی همچنان به دنبال مجازات اعدام باشد، ممکن است وی مقابل هیئت ژوری قرار گیرد.

### جان مسه
مسه در تاریخ ۱۰/۰۲/۱۹۹۶ برای آدم‌ربایی، اخاذی و قتل فورتون و گریگا، علاوه بر جنایات مرتبط با شیلر متهم شد. در تاریخ ۷/۷/۱۹۹۸، پس از این که یک قاضی وی را از جرائم مربوط به گریگا و فورتون کنار گذاشت، مِسه به جرم آدم‌ربایی و اخاذی از شیلر به ۵۶ سال زندان محکوم شد.
مسه درخواست تجدید نظر کرد و حکم دادگاه به دادگاه تجدید نظر اداره منطقه فلوریدا، منطقه سوم، منتقل شد. قاضی دادگاه منطقه ای حکم داد که در محاکمه، قاضی به اشتباه دو اتهام نفوذ بر اخاذی و سازمان فاسد را کنار گذاشته و دستور داد یک دادرسی جدید در خصوص این موارد انجام گیرد. در تاریخ ۰۱/۱۵/۰۳، مسه به خاطر یک مورد اتهام «توطئه برای ارتکاب اخاذی»، به ۳۰ سال حبس محکوم شد.
مسه در سال ۲۰۰۴ در زندان فوت کرد.

### جورج دلگادو
دلگادو به خاطر شهادت دادن به نفع دولت، به دو حبس ۵ و ۱۵ ساله محکوم شد. او فقط هفت سال در زندان بود و در ۲۷ سپتامبر سال ۲۰۰۲، آزاد شد. در سال ۲۰۰۸، او به خاطر سرقت بزرگ دستگیر شد و یک سال آزادی مشروط گرفت.

### جان ریموندو
ریموندو به موارد توطئه برای ارتکاب اخاذی، قتل درجه اول (فورتون)، آدم‌ربایی (فورتون) و تلاش برای اخاذی، متهم شده بود. وی بابت اتهام آدم‌ربایی متهم شناخته شد و به ۸ سال حبس محکوم شد. ریموندو در سال ۲۰۰۲ آزاد شد.
پس از انتشار فیلم " رنج و گنج "، ریموندو دربارهٔ این فیلم با Miami New Times صحبت کرد.

## حوزه فرهنگی
- پیت کالینز نویسنده، یک مجموعه سه قسمتی در سال ۱۹۹۹ و ۲۰۰۰ دربارهٔ این باند نوشت که در Mayami New Times منتشر شد.[۲۷] او همچنین کتاب گنج و رنج: یک داستان واقعی (۲۰۱۳) را نوشته‌است.[۳۴]
- مقاله کالینز الهام بخش فیلم ۲۰۱۳ Pain & Gain بود.
- قربانی، مارک شیلر دو کتاب دربارهٔ آدم‌ربایی منتشر کرده‌است:
  - گنج و رنج: یک داستان واقعی ناگفته
  - گنج و رنج: چگونه زنده ماندم و پیروز شدم[۳۵]
- کارآگاه خصوصی، اد دو بوآ بار در سال ۲۰۱۳ تک آهنگ «رنج و گنج - آواز مجازات» را منتشر ساخت که داستان مارک شیلر را روایت می‌کند.[۳۶]

اپیزود ۵۳ام پادکست فارسی چنل‌بی نیز به داستان این روایت اختصاص یافته‌است که می‌توانید آن را از طریق اپلیکیشن‌های پادکست دنبال کنید.